# 함 (성경 인물)

플라비우스 요세푸스의 노아의 아들들에 대한 지리적 분류(기원후 100년경); 함의 아들들은 파란색으로 표시되어 있다.

함(히브리어: חָם, 그리스어: Χαμ)은 창세기의 노아의 세대에 따르면 노아의 둘째 아들이며 구스, 미스라임, 붓 그리고 가나안의 아버지이다.
플라비우스 요세푸스를 비롯한 여러 학자들은 전통적으로 아프리카 사람들을 함의 후손으로 해석하였다. 성경은 시편 78:51, 105:23, 27, 106:22과 역대상 4:40에서 고대 이집트를 "함의 땅"이라고 부른다.

## 어원

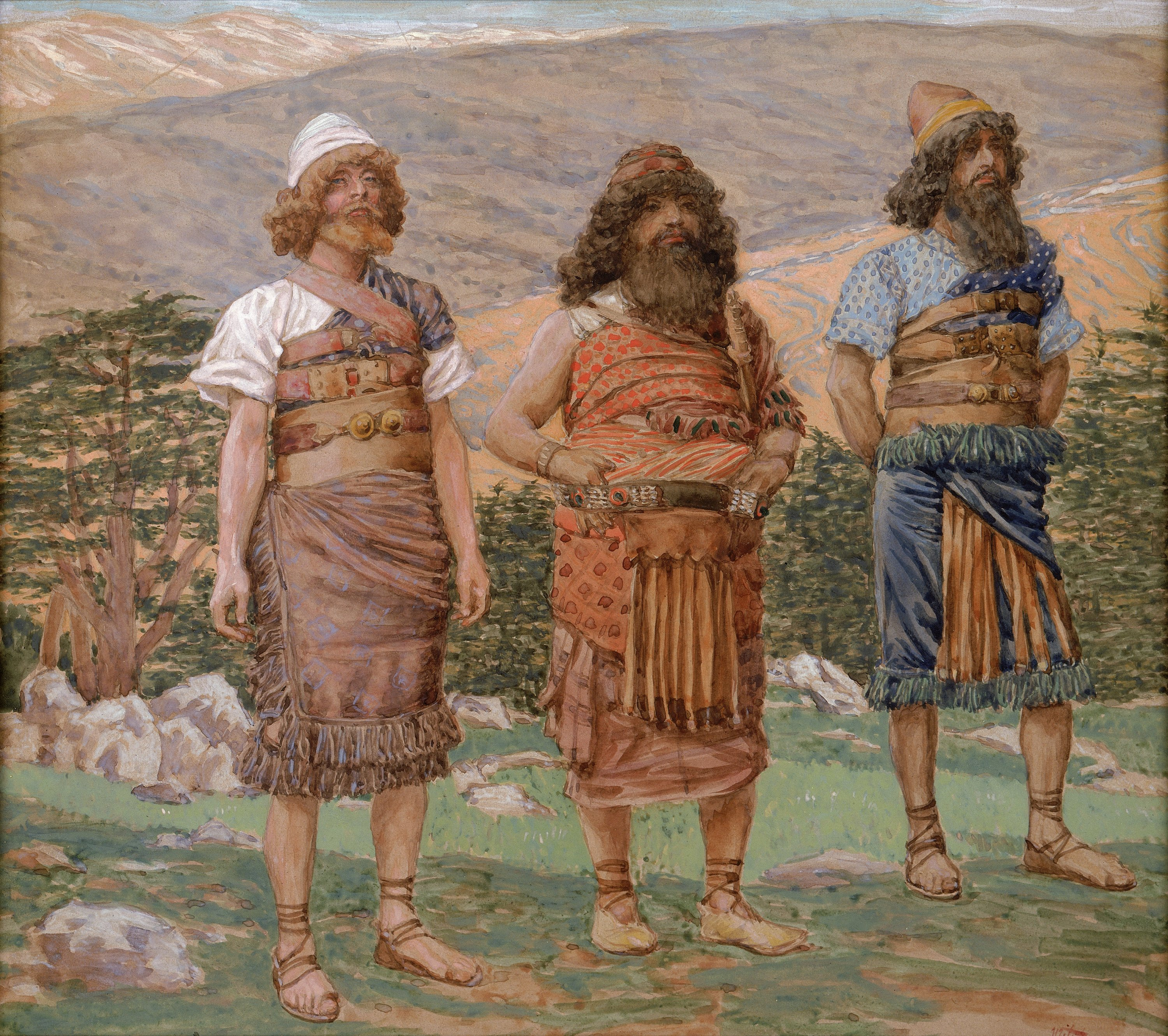
셈, 함, 야벳. 제임스 티소의 그림(1896년~1902년). 유대인 박물관(맨해튼, 뉴욕). 함은 가운데에 전형적인 아프리카인의 특징, 즉 검은 피부와 머리카락, 넓은 코를 가지고 있다.

17세기 이래로 함이라는 이름이 히브리어로 "불에 탄", "검은" 또는 "뜨거운"이라는 단어, 이집트어로 "종"을 의미하는 ḥm 또는 "위엄"을 의미하는 ḥm, 혹은 "이집트"를 의미하는 kmt와 관련이 있다는 견해들이 제안되어왔다. 2004년 데이비드 골든버그의 《함의 저주: 초기 유대교, 기독교, 이슬람의 인종과 노예제》(2003)에 대한 평가는 골든버그가 "함이라는 성경적 이름이 흑색의 개념과는 전혀 관계가 없으며 현재로서는 어원이 알려져 있지 않다고 설득력 있게 주장한다"고 밝혔다.

## 성경에서

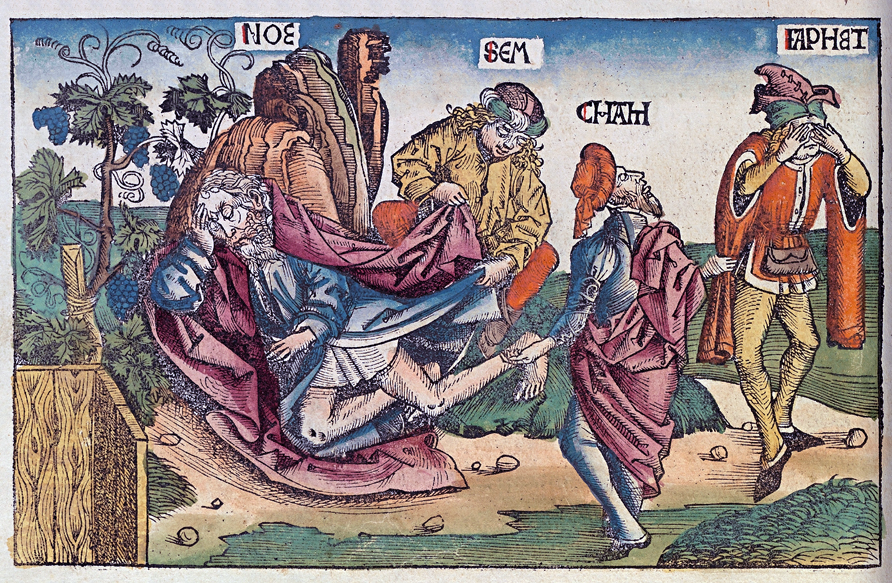
16세기 뉘른베르크 연대기의 이 삽화는 "Cham"이라는 철자를 사용한다.

창세기 5:32는 노아가 500세에 셈, 함, 그리고 야벳의 아버지가 되었음을 나타내지만, 그들의 구체적인 나이는 자세히 기록하지 않는다. (노아는 창세기 7장의 홍수 당시 600세로 적혀있다.) 함과 관련된 한 사건은 창세기 9:20–27에 기록되어 있다.

20   노아가 농사를 시작하여 포도나무를 심었더니

21   포도주를 마시고 취하여 그 장막 안에서 벌거벗은지라

22   가나안의 아버지 함이 그의 아버지의 하체를 보고 밖으로 나가서 그의 두 형제에게 알리매

23   셈과 야벳이 옷을 가져다가 자기들의 어깨에 메고 뒷걸음쳐 들어가서 그들의 아버지의 하체를 덮었으며 그들이 얼굴을 돌이키고 그들의 아버지의 하체를 보지 아니하였더라

24   노아가 술이 깨어 그의 작은 아들이 자기에게 행한 일을 알고

25   이에 이르되 가나안은 저주를 받아 그의 형제의 종들의 종이 되기를 원하노라 하고

26   또 이르되 셈의 하나님 여호와를 찬송하리로다 가나안은 셈의 종이 되고

27   하나님이 야벳을 창대게 하사 셈의 장막에 거하게 하시고 가나안은 그의 종이 되게 하시기를 원하노라 하였더라

## 가나안의 저주

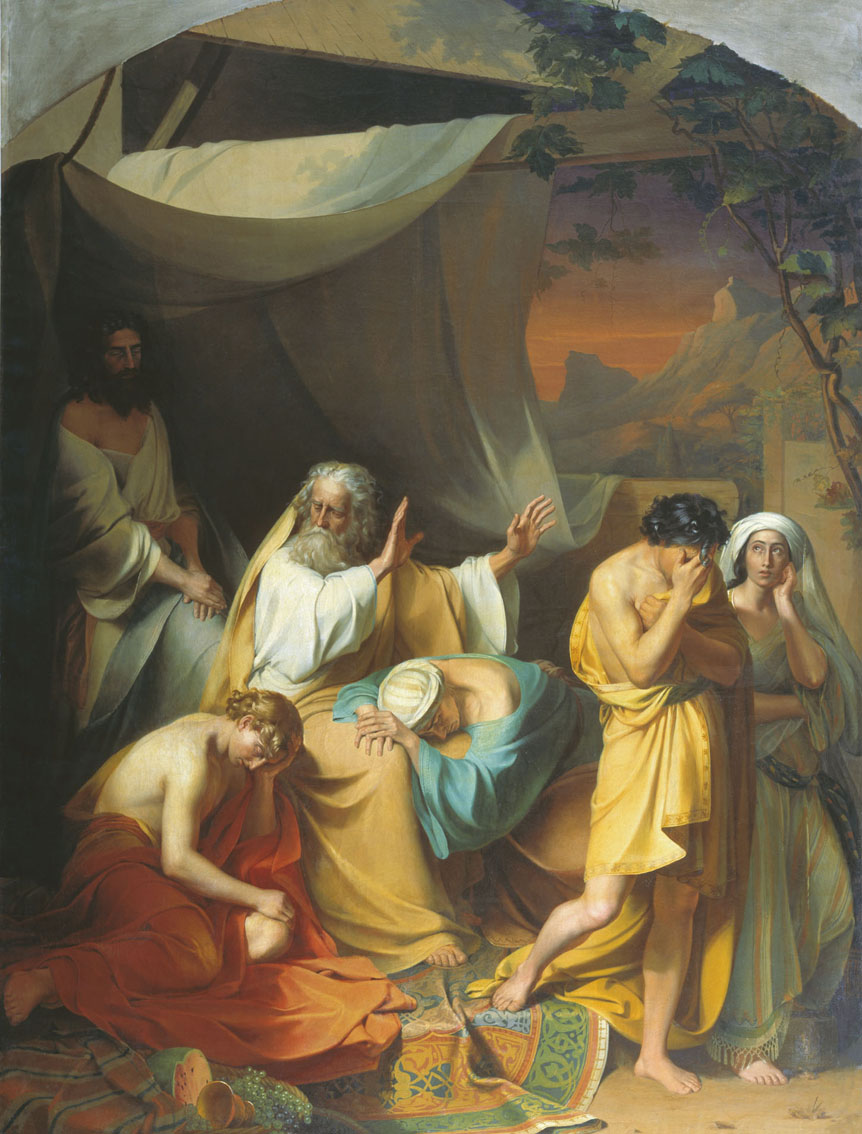
이반 크세노폰토프. 함의 저주, 19세기

일반적으로 "함의 저주"로 알려진 것은 9장 25절을 보면 함이 아니라 그 아들 가나안을 통해 주어진 것이다.
탈무드는 랍비 아바 아리카에게 귀속된 설명과 랍비 사무엘에게 귀속된 설명, 두 가지 가능한 해석을 제시하는데, 이는 함이 노아에게 저주받을 만한 무슨 행동을 했는지를 설명한다.
아바 아리카에 따르면, 함은 노아를 거세했다. 그 이유는 노아가 함을 그의 넷째 아들 가나안을 통해 저주했으므로, 함이 넷째 아들과 관련하여 노아에게 해를 가했음이 틀림없다는 근거에서이다. 그를 거세함으로써 노아는 넷째 아들을 가질 가능성을 박탈당했다.
랍비 사무엘의 주장에 따르면, 함은 노아를 성추행했다. 이는 "그가 보았다"라는 구절이 사용된 또 다른 성경적 사건과의 유추에 근거한 판단이다. 창세기 34:2에는 "하몰의 아들 세겜이 그녀(디나)를 '보고', 그녀를 데리고 가서 동침하고 더럽혔다"고 기록되어 있다. 함과 노아에 관해서는 창세기 9장에 "[22] 가나안의 아버지 함이 자기 아버지의 벌거벗은 것을 보고 바깥에 있는 두 형제에게 알렸다. [23] 셈과 야벳은 옷을 가져다가 둘의 어깨에 메고 뒷걸음쳐 들어가서 자기 아버지의 벌거벗은 것을 덮었다. 그들은 얼굴을 돌리고 자기 아버지의 벌거벗은 것을 보지 않았다"고 기록되어 있다. 이 주장에 따르면, 성경이 같은 언어를 사용할 때마다 유사한 학대가 일어났을 것이다. 거세와 소도미에 대해 한 탈무드 현자는 "이 범죄와 저 범죄 모두 저질러졌다"고 결론 내린다.
이 이야기는 문자적으로 받아들여질 수 있지만, 최근에는 일부 학자들이 함이 아버지의 아내와 성관계를 가졌을 수도 있다고 제안했다. 이러한 해석에 따르면, 가나안은 "함의 불법적인 결합의 결과물"로 저주받는다.

### 희년서
위경인 희년서의 연대기적 체계에 따르면 함은 서기 1209년(A.M.)에 태어났는데, 이는 셈보다 2년 뒤, 야벳보다 3년 전, 그리고 홍수보다 99년 전이다. 홍수에서 살아남은 그의 아내의 이름은 나엘타마욱이다. 서기 1321년에 막내아들 가나안이 저주를 받은 후, 그는 아라라트산을 떠나 산 남쪽에 아내의 이름을 딴 도시를 건설했다. 서기 1569년에 그는 두 형제와 함께 땅의 삼분할을 유산으로 받았다. 이 땅은 나일강 서쪽과 가디르 남쪽의 모든 것을 포함한다. 서기 1639년 바벨탑의 실패로 인해 민족들이 흩어졌을 때, 함과 그의 자녀들은 그들의 할당된 땅으로 여행을 떠났으나, 가나안은 셈의 영토에 정착하여 또 다른 저주를 받았다.
희년서 10장 29-34절에 따르면, 이 두 번째 저주는 가나안이 나일강 건너편 함의 영지에 있는 형제들과 합류하기를 완강히 거부하고, 대신 지중해 동쪽 연안에 있는 셈의 유산, 즉 나중에 아브라함에게 약속된 지역에 "무단 점거"한 데서 비롯되었다.
가나안이 레바논 땅에서 이집트 강까지가 매우 좋다는 것을 보고, 그의 상속지인 서쪽 (곧) 바다로 가지 않고, 요르단 경계와 바다 경계의 동쪽과 서쪽 레바논 땅에 거주하였다. 함, 그의 아버지, 그리고 구스와 미스라임 그의 형제들이 그에게 말하였다: '너는 너의 땅이 아닌 곳, 제비뽑기로 우리에게 떨어지지 않은 곳에 정착하였다. 그렇게 하지 마라. 만약 네가 그렇게 한다면, 너와 네 아들들은 그 땅에서 쓰러지고 반역으로 (인해) 저주를 받을 것이다. 너희는 반역으로 정착하였고, 반역으로 네 자녀들이 쓰러질 것이며, 너는 영원히 뿌리 뽑힐 것이다. 셈의 거처에 거주하지 마라. 이는 셈과 그의 아들들에게 제비뽑기로 돌아간 것이기 때문이다. 너는 저주를 받을지어다, 그리고 거룩한 심판자 앞에서, 그리고 우리 아버지 노아 앞에서 맹세로 우리 자신을 묶었던 저주로 인해 노아의 모든 아들들보다 더 저주를 받을지어다.' 그러나 그는 그들의 말을 듣지 않고, 하맛에서 이집트 입구까지 레바논 땅에 그와 그의 아들들이 오늘날까지 거주하였다. 그리고 이러한 이유로 그 땅은 가나안이라고 불린다. – 희년서 10:29–34.
침탈 이론은 앨버트 반즈도 비슷하게 믿었다. 반즈의 창세기 10장 18절 주석에 따르면, 가나안 부족들은 바벨탑 사건 이후 흩어져 남부 레반트에 정착했고, 그 지역을 자신들의 이름을 따서 명명했다. 그들이 폭력적으로 흩어졌는지 여부는 알려져 있지 않다. 그러나 가나안의 사촌 니므롯은 "탐욕스러운 경향"이 있었고, 이는 반즈가 가나안도 비슷한 성향을 가졌다고 믿게 만들었다. 따라서 가나안의 남부 레반트 정착은 폭력적인 정복으로 해석되었으며, 가나안이 "힘으로 그 땅을 장악했다"고 보았다.

## 추정되는 무덤
파키스탄 가립왈에 있는 한 무덤은 1891년 굴야나, 구즈라트의 하피즈 샴-우스-딘이 꿈속에서 함이 자신에게 이를 밝혔다고 주장한 이후로 지역 주민들에 의해 함의 매장지로 주장되어 왔다. 이 무덤 위에 세워진 비문은 78-피트-long (24 m) 길이의 묘지이며, 지역에서 예언자로 존경받는 함이 536년을 살다가 이곳에 묻혔다고 적혀 있다.

## 가계도
|  |  |      |      |      |      |      |      |  |  |        |        |        |        |        |        |      |      |          |          |          |          |          |          |        |        |          |          |          |          |          |          |        |        |            |            |            |            |            |            | 함     |        |        |        |        |        |          |          |          |          |          |          |          |          |          |          |          |          |          |          |          |          |          |          |        |        |          |          |          |          |          |          |  |  |        |        |        |        |        |        |  |  |        |        |        |        |        |        |  |  |  |  |  |  |  |  |  |  |  |  |  |  |  |  |  |  |  |  |  |  |  |  |  |  |  |  |  |  |  |  |  |  |  |  |  |  |  |  |  |  |  |  |
|  |  |      |      |      |      |      |      |  |  |        |        |        |        |        |        |      |      |          |          |          |          |          |          |        |        |          |          |          |          |          |          |        |        |            |            |            |            |            |            |        |        |        |        |        |        |          |          |          |          |          |          |          |          |          |          |          |          |          |          |          |          |          |          |        |        |          |          |          |          |          |          |  |  |        |        |        |        |        |        |  |  |        |        |        |        |        |        |  |  |  |  |  |  |  |  |  |  |  |  |  |  |  |  |  |  |  |  |  |  |  |  |  |  |  |  |  |  |  |  |  |  |  |  |  |  |  |  |  |  |  |  |
|  |  |      |      |      |      |      |      |  |  |        |        |        |        |        |        |      |      |          |          |          |          |          |          |        |        |          |          |          |          |          |          |        |        |            |            |            |            |            |            |        |        |        |        |        |        |          |          |          |          |          |          |          |          |          |          |          |          |          |          |          |          |          |          |        |        |          |          |          |          |          |          |  |  |        |        |        |        |        |        |  |  |        |        |        |        |        |        |  |  |  |  |  |  |  |  |  |  |  |  |  |  |  |  |  |  |  |  |  |  |  |  |  |  |  |  |  |  |  |  |  |  |  |  |  |  |  |  |  |  |  |  |
|  |  |      |      |      |      |      |      |  |  |        |        |        |        |        |        |      |      |          |          |          |          | 구스     | 구스     | 구스   | 구스   | 구스     | 구스     |          |          |          |          |        |        |            |            |            |            |            |            |        |        |        |        |        |        |          |          |          |          | 미스라임 | 미스라임 | 미스라임 | 미스라임 | 미스라임 | 미스라임 |          |          | 붓       | 붓       | 붓       | 붓       | 붓       | 붓       |        |        | 가나안   | 가나안   | 가나안   | 가나안   | 가나안   | 가나안   |  |  |        |        |        |        |        |        |  |  |        |        |        |        |        |        |  |  |  |  |  |  |  |  |  |  |  |  |  |  |  |  |  |  |  |  |  |  |  |  |  |  |  |  |  |  |  |  |  |  |  |  |  |  |  |  |  |  |  |  |
|  |  |      |      |      |      |      |      |  |  |        |        |        |        |        |        |      |      |          |          |          |          | 구스     | 구스     | 구스   | 구스   | 구스     | 구스     |          |          |          |          |        |        |            |            |            |            |            |            |        |        |        |        |        |        |          |          |          |          | 미스라임 | 미스라임 | 미스라임 | 미스라임 | 미스라임 | 미스라임 |          |          | 붓       | 붓       | 붓       | 붓       | 붓       | 붓       |        |        | 가나안   | 가나안   | 가나안   | 가나안   | 가나안   | 가나안   |  |  |        |        |        |        |        |        |  |  |        |        |        |        |        |        |  |  |  |  |  |  |  |  |  |  |  |  |  |  |  |  |  |  |  |  |  |  |  |  |  |  |  |  |  |  |  |  |  |  |  |  |  |  |  |  |  |  |  |  |
|  |  |      |      |      |      |      |      |  |  |        |        |        |        |        |        |      |      |          |          |          |          |          |          |        |        |          |          |          |          |          |          |        |        |            |            |            |            |            |            |        |        |        |        |        |        |          |          |          |          |          |          |          |          |          |          |          |          |          |          |          |          |          |          |        |        |          |          |          |          |          |          |  |  |        |        |        |        |        |        |  |  |        |        |        |        |        |        |  |  |  |  |  |  |  |  |  |  |  |  |  |  |  |  |  |  |  |  |  |  |  |  |  |  |  |  |  |  |  |  |  |  |  |  |  |  |  |  |  |  |  |  |
|  |  | 스바 | 스바 | 스바 | 스바 | 스바 | 스바 |  |  | 하윌라 | 하윌라 | 하윌라 | 하윌라 | 하윌라 | 하윌라 |      |      | 삽다     | 삽다     | 삽다     | 삽다     | 삽다     | 삽다     |        |        | 라아마   | 라아마   | 라아마   | 라아마   | 라아마   | 라아마   |        |        | 삽드가     | 삽드가     | 삽드가     | 삽드가     | 삽드가     | 삽드가     |        |        | 니므롯 | 니므롯 | 니므롯 | 니므롯 | 니므롯   | 니므롯   |          |          |          |          |          |          |          |          |          |          |          |          |          |          |          |          |        |        |          |          |          |          |          |          |  |  |        |        |        |        |        |        |  |  |        |        |        |        |        |        |  |  |  |  |  |  |  |  |  |  |  |  |  |  |  |  |  |  |  |  |  |  |  |  |  |  |  |  |  |  |  |  |  |  |  |  |  |  |  |  |  |  |  |  |
|  |  | 스바 | 스바 | 스바 | 스바 | 스바 | 스바 |  |  | 하윌라 | 하윌라 | 하윌라 | 하윌라 | 하윌라 | 하윌라 |      |      | 삽다     | 삽다     | 삽다     | 삽다     | 삽다     | 삽다     |        |        | 라아마   | 라아마   | 라아마   | 라아마   | 라아마   | 라아마   |        |        | 삽드가     | 삽드가     | 삽드가     | 삽드가     | 삽드가     | 삽드가     |        |        | 니므롯 | 니므롯 | 니므롯 | 니므롯 | 니므롯   | 니므롯   |          |          |          |          |          |          |          |          |          |          |          |          |          |          |          |          |        |        |          |          |          |          |          |          |  |  |        |        |        |        |        |        |  |  |        |        |        |        |        |        |  |  |  |  |  |  |  |  |  |  |  |  |  |  |  |  |  |  |  |  |  |  |  |  |  |  |  |  |  |  |  |  |  |  |  |  |  |  |  |  |  |  |  |  |
|  |  |      |      |      |      |      |      |  |  |        |        |        |        |        |        |      |      |          |          |          |          |          |          |        |        |          |          |          |          |          |          |        |        |            |            |            |            |            |            |        |        |        |        |        |        |          |          |          |          |          |          |          |          |          |          |          |          |          |          |          |          |          |          |        |        |          |          |          |          |          |          |  |  |        |        |        |        |        |        |  |  |        |        |        |        |        |        |  |  |  |  |  |  |  |  |  |  |  |  |  |  |  |  |  |  |  |  |  |  |  |  |  |  |  |  |  |  |  |  |  |  |  |  |  |  |  |  |  |  |  |  |
|  |  |      |      |      |      |      |      |  |  |        |        |        |        |        |        |      |      |          |          |          |          | 스바     | 스바     | 스바   | 스바   | 스바     | 스바     |          |          | 드단     | 드단     | 드단   | 드단   | 드단       | 드단       |            |            |            |            |        |        |        |        |        |        |          |          |          |          |          |          |          |          |          |          |          |          |          |          |          |          |          |          |        |        |          |          |          |          |          |          |  |  |        |        |        |        |        |        |  |  |        |        |        |        |        |        |  |  |  |  |  |  |  |  |  |  |  |  |  |  |  |  |  |  |  |  |  |  |  |  |  |  |  |  |  |  |  |  |  |  |  |  |  |  |  |  |  |  |  |  |
|  |  |      |      |      |      |      |      |  |  |        |        |        |        |        |        |      |      |          |          |          |          | 스바     | 스바     | 스바   | 스바   | 스바     | 스바     |          |          | 드단     | 드단     | 드단   | 드단   | 드단       | 드단       |            |            |            |            |        |        |        |        |        |        |          |          |          |          |          |          |          |          |          |          |          |          |          |          |          |          |          |          |        |        |          |          |          |          |          |          |  |  |        |        |        |        |        |        |  |  |        |        |        |        |        |        |  |  |  |  |  |  |  |  |  |  |  |  |  |  |  |  |  |  |  |  |  |  |  |  |  |  |  |  |  |  |  |  |  |  |  |  |  |  |  |  |  |  |  |  |
|  |  |      |      |      |      |      |      |  |  |        |        |        |        |        |        |      |      |          |          |          |          |          |          |        |        |          |          |          |          |          |          |        |        |            |            |            |            |            |            |        |        |        |        |        |        |          |          |          |          |          |          |          |          |          |          |          |          |          |          |          |          |          |          |        |        |          |          |          |          |          |          |  |  |        |        |        |        |        |        |  |  |        |        |        |        |        |        |  |  |  |  |  |  |  |  |  |  |  |  |  |  |  |  |  |  |  |  |  |  |  |  |  |  |  |  |  |  |  |  |  |  |  |  |  |  |  |  |  |  |  |  |
|  |  |      |      |      |      |      |      |  |  |        |        |        |        | 루딤   | 루딤   | 루딤 | 루딤 | 루딤     | 루딤     |          |          | 아나밈   | 아나밈   | 아나밈 | 아나밈 | 아나밈   | 아나밈   |          |          | 르하빔   | 르하빔   | 르하빔 | 르하빔 | 르하빔     | 르하빔     |            |            | 납두힘     | 납두힘     | 납두힘 | 납두힘 | 납두힘 | 납두힘 |        |        | 바드로심 | 바드로심 | 바드로심 | 바드로심 | 바드로심 | 바드로심 |          |          | 가슬루힘 | 가슬루힘 | 가슬루힘 | 가슬루힘 | 가슬루힘 | 가슬루힘 |          |          | 갑도림   | 갑도림   | 갑도림 | 갑도림 | 갑도림   | 갑도림   |          |          |          |          |  |  |        |        |        |        |        |        |  |  |        |        |        |        |        |        |  |  |  |  |  |  |  |  |  |  |  |  |  |  |  |  |  |  |  |  |  |  |  |  |  |  |  |  |  |  |  |  |  |  |  |  |  |  |  |  |  |  |  |  |
|  |  |      |      |      |      |      |      |  |  |        |        |        |        | 루딤   | 루딤   | 루딤 | 루딤 | 루딤     | 루딤     |          |          | 아나밈   | 아나밈   | 아나밈 | 아나밈 | 아나밈   | 아나밈   |          |          | 르하빔   | 르하빔   | 르하빔 | 르하빔 | 르하빔     | 르하빔     |            |            | 납두힘     | 납두힘     | 납두힘 | 납두힘 | 납두힘 | 납두힘 |        |        | 바드로심 | 바드로심 | 바드로심 | 바드로심 | 바드로심 | 바드로심 |          |          | 가슬루힘 | 가슬루힘 | 가슬루힘 | 가슬루힘 | 가슬루힘 | 가슬루힘 |          |          | 갑도림   | 갑도림   | 갑도림 | 갑도림 | 갑도림   | 갑도림   |          |          |          |          |  |  |        |        |        |        |        |        |  |  |        |        |        |        |        |        |  |  |  |  |  |  |  |  |  |  |  |  |  |  |  |  |  |  |  |  |  |  |  |  |  |  |  |  |  |  |  |  |  |  |  |  |  |  |  |  |  |  |  |  |
|  |  |      |      |      |      |      |      |  |  |        |        |        |        |        |        |      |      |          |          |          |          |          |          |        |        |          |          |          |          |          |          |        |        |            |            |            |            |            |            |        |        |        |        |        |        |          |          |          |          |          |          |          |          |          |          |          |          |          |          |          |          |          |          |        |        |          |          |          |          |          |          |  |  |        |        |        |        |        |        |  |  |        |        |        |        |        |        |  |  |  |  |  |  |  |  |  |  |  |  |  |  |  |  |  |  |  |  |  |  |  |  |  |  |  |  |  |  |  |  |  |  |  |  |  |  |  |  |  |  |  |  |
|  |  | 시돈 | 시돈 | 시돈 | 시돈 | 시돈 | 시돈 |  |  | 헷     | 헷     | 헷     | 헷     | 헷     | 헷     |      |      | 여부스족 | 여부스족 | 여부스족 | 여부스족 | 여부스족 | 여부스족 |        |        | 아모리인 | 아모리인 | 아모리인 | 아모리인 | 아모리인 | 아모리인 |        |        | 기르가스족 | 기르가스족 | 기르가스족 | 기르가스족 | 기르가스족 | 기르가스족 |        |        | 히위족 | 히위족 | 히위족 | 히위족 | 히위족   | 히위족   |          |          | 아르가족 | 아르가족 | 아르가족 | 아르가족 | 아르가족 | 아르가족 |          |          | 시나이족 | 시나이족 | 시나이족 | 시나이족 | 시나이족 | 시나이족 |        |        | 아르왓족 | 아르왓족 | 아르왓족 | 아르왓족 | 아르왓족 | 아르왓족 |  |  | 스말족 | 스말족 | 스말족 | 스말족 | 스말족 | 스말족 |  |  | 하맛족 | 하맛족 | 하맛족 | 하맛족 | 하맛족 | 하맛족 |  |  |  |  |  |  |  |  |  |  |  |  |  |  |  |  |  |  |  |  |  |  |  |  |  |  |  |  |  |  |  |  |  |  |  |  |  |  |  |  |  |  |  |  |

## 같이 보기
- 노아 (파르샤)
- 노아의 아들들
- 함족